# Troféu Quarto Centenário da Cidade do Rio de Janeiro
O Troféu IV Centenário da Cidade do Rio de Janeiro foi uma competição internacional amistosa de futebol criada em 1965 para comemorar o quarto centenário da cidade do Rio de Janeiro. Reuniu duas equipes cariocas, os arquirrivais Vasco da Gama e Flamengo, e duas europeias, o Atlético de Madrid da Espanha e a Seleção da Alemanha Oriental. O Club de Regatas Vasco da Gama sagrou-se campeão do torneio após bater o Flamengo por 4 a 1 na decisão.

## Participantes
- Atlético de Madrid
- Flamengo
- Seleção da Alemanha Oriental
- Vasco da Gama

## Chaveamento
|  | Semifinais            | Semifinais            |   |                       | Final                 | Final |  |
|  |                       |                       |   |                       |                       |       |  |
|  | 18 de Janeiro de 1965 |                       |   |                       |                       |       |  |
|  | Vasco da Gama         | 3                     |   |                       |                       |       |  |
|  | Alemanha Oriental     | 2                     |   |                       |                       |       |  |
|  |                       |                       |   |                       |                       |       |  |
|  |                       |                       |   |                       | 21 de Janeiro de 1965 |       |  |
|  |                       |                       |   |                       | Vasco da Gama         | 4     |  |
|  |                       | Flamengo              | 1 |                       |                       |       |  |
|  |                       |                       |   |                       |                       |       |  |
|  |                       |                       |   |                       |                       |       |  |
|  |                       |                       |   |                       | Terceiro lugar        |       |  |
|  | 19 de Janeiro de 1965 | 19 de Janeiro de 1965 |   | 21 de Janeiro de 1965 | 21 de Janeiro de 1965 |       |  |
|  | Flamengo              | 1                     |   | Alemanha Oriental     | 1                     |       |  |
|  | Atlético de Madrid    | 0                     |   |                       | Atlético de Madrid    | 1     |  |

## Partidas
Semifinais
| 18 de Janeiro de 1965 | Vasco da Gama                               | 3 – 2     | Alemanha Oriental                     | Maracanã - Rio de Janeiro                                                     |
|                       | Célio 24' (pen.) · Maranhão 84' · Célio 89' | Relatório | Peter Ducke 13' · Henning Frenzel 27' | Público: 33,794 pagantes Renda: Cr$ 19.701.498,00 Árbitro: Eunápio de Queirós |

| 19 de Janeiro de 1965 | Flamengo   | 1 – 0     | Atlético de Madrid | Maracanã - Rio de Janeiro                                                  |
|                       | Amauri 88' | Relatório |                    | Público: 34,386 pagantes Renda: Cr$ 21.247.172,00 Árbitro: Armando Marques |

Disputa do terceiro lugar
| 21 de Janeiro de 1965 | Alemanha Oriental    | 1 – 1     | Atlético de Madrid | Maracanã - Rio de Janeiro                                               |
|                       | Bernd Bauchspieß 37' | Relatório | José Rives 43'     | Público: 59,814 pagantes Renda: Cr$ 58.425.080,00 Árbitro: Antônio Viug |

## Final
| 21 de Janeiro de 1965 | Vasco da Gama                       | 4 – 1     | Flamengo           | Maracanã - Rio de Janeiro                                                  |
|                       | Célio 39', 42' · Saulzinho 69', 78' | Relatório | Paulo Henrique 44' | Público: 59,814 pagantes Renda: Cr$ 58.425.080,00 Árbitro: Armando Marques |

## Resultado final
| Torneio IV Centenário do Rio de Janeiro |
| Brasil                                  |
| --------------------------------------- |
| VASCO DA GAMA Campeão (1.º título)      |